# Sinfonia d'amore (film 1954)
Sinfonia d'amore è un film del 1954 diretto da Glauco Pellegrini.

## Trama
La storia è ambientata nell'Ottocento e racconta gli ultimi anni del musicista Franz Schubert, uomo di grande ingegno musicale, indeciso tra due donne.

## Produzione
Biografia romanzata del musicista Franz Schubert, il film è ascrivibile al filone dei melodrammi sentimentali comunemente detto strappalacrime, molto in voga in quel periodo tra il pubblico italiano, poi ribattezzato dalla critica con il termine neorealismo d'appendice.
Fu frutto di una co-produzione tra Italia (Cines e Rovere Film) e Francia (Imperial Film).
Il film fu girato in Technicolor.

## Distribuzione
Il film fu distribuito in Italia nell'autunno del 1954.
Fu in seguito distribuito anche in Portogallo (7 marzo 1956), Danimarca (12 marzo 1956), Paesi Bassi (19 ottobre 1956), Francia (8 marzo 1957) e Germania Ovest (15 novembre 1957).

## Accoglienza
Il film fu il 91º incasso al botteghino italiano nella stagione cinematografica 1954-1955.